# Loïs Belaud de la Belaudièra
Loïs Belaud de la Belaudièra (Grasse, Provença 1543 - 1588) fou un poeta occità. Fou enrolat a l'armada reial francesa i va lluitar contra els hugonots. Del 1572 al 1574 fou empresonat a Moulins-sur-Allier i allí va escriure una part de la seva poesia, que fou publicada l'any 1595 a Marsella. Utilitzava un llenguatge ric, irònic i sovint obscè, amb sonets on canta a vegades la nostàlgia de l'exili (provocat pel tancament) i a vegades l'alegria de viure provençal.

## Obres
- Òbras e rimas provençalas
- Dondon infernau
- Passa-temps